# Gauss-Krüger
Gauss-Krüger (GK) är en term som används på tre olika sätt (om än snarlika).  
- Oftast används termen som en synonym till Transversal Mercator, som är en typ av  kartprojektion.  Projektionstypen kallas även Gauss konforma projektion eller Gauss hannoverska projektion.

- Ibland avser termen en speciell metod för att beräkna projicerade koordinater från latitud/longitud och vice versa i Transversal Mercator.  Eftersom projektionsformlerna inte kan ges i sluten form (när jorden modelleras som en ellipsoid), finns det flera olika metoder med serieutvecklingar och dylikt.  Det slutliga resultatet är dock detsamma som för andra beräkningsmetoder för Transversal Mercator, åtminstone om man är tillräckligt nära centralmeridianen.  (Gauss-Schreiber är en förenklad beräkningsmetod som ger något annorlunda resultat: skalan längs centralmeridianen blir inte konstant.)

- Ibland avser termen ett internationellt system av Transversal Mercator-projektioner med 3˚ breda projektionszoner.  Det är alltså analogt med UTM, fast zonerna är hälften så breda.  För att undvika missförstånd borde detta system kallas Universal Gauss-Krüger, fast det gör det inte.  Det är svårt att hitta information om detta system; eventuellt används det bara i Europa.

Projektionstypen är i olika varianter mycket vanlig för kartor som inte avviker från projektionens medelmeridian för mycket. +/- 10 grader har nämnts. I närheten av denna meridian är projektionen längdriktig i alla riktningar, och fungerar som man förväntar sig. Den passar bra för ett land som Sverige, som är avlångt i nord-sydlig riktning, och ligger också till grund för de flesta kartor som vi har. Se Rikets nät